# إدوارد ستيفنسون
إدوارد ستيفنسون هو عازف قيثارة كندي، ولد في 12 أغسطس 1976 في تورونتو في كندا.